# Вальтер-Пенк
Ва́льтер-Пенк (ісп. Walther Penck) або Касаде́ро (ісп. Cazadero) — гора або вулканічний масив висотою 6658 м над рівнем моря на півночі провінції Катамарка, Аргентина, на південь від Охос-дель-Саладо (6864 м) і на північ від Серро-дель-Насімьєнто (6436 м). Має щонайменше 5 вершин висотою понад 6000 м та площу близько 40 км². Найпоширеніша назва була надана тукуманським професором Орландо Браво на честь німецького геолога Вальтера Пенка (1888–1923), що в 1912–1914 роках вперше провів дослідження цього району.